# Concepción López y López

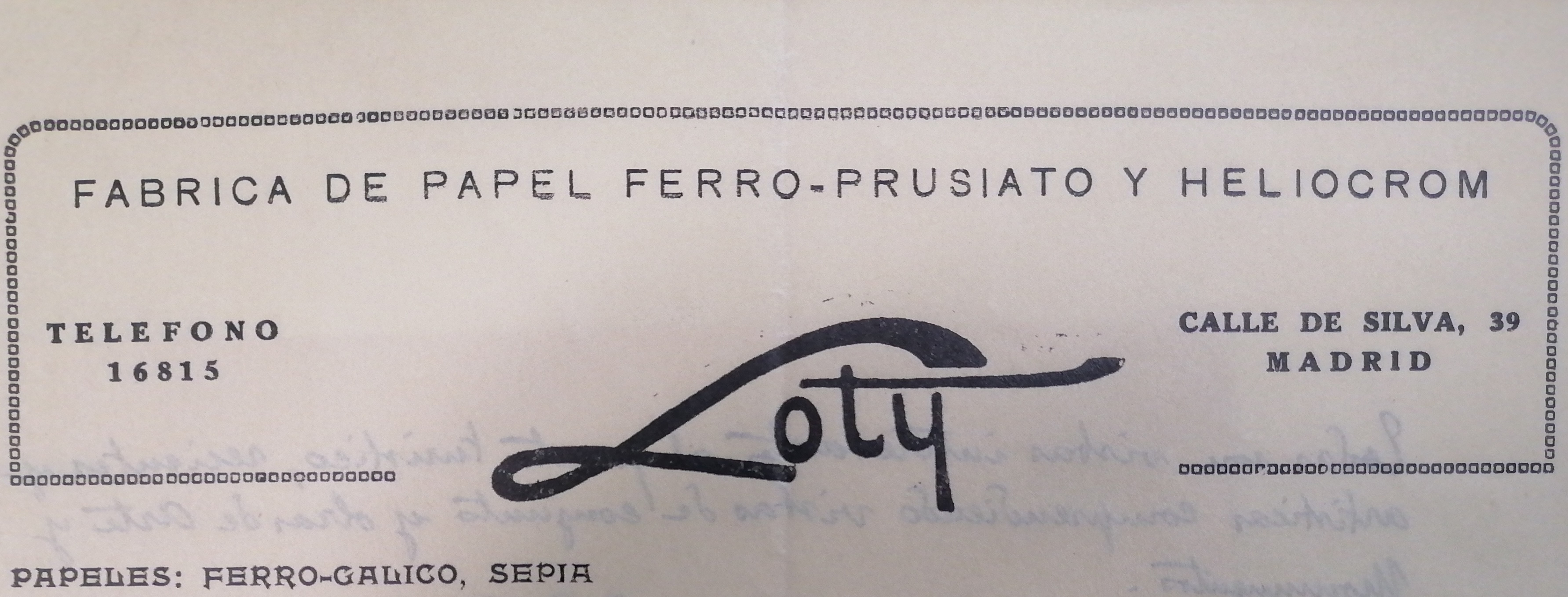
Logotipo de la casa Loty.

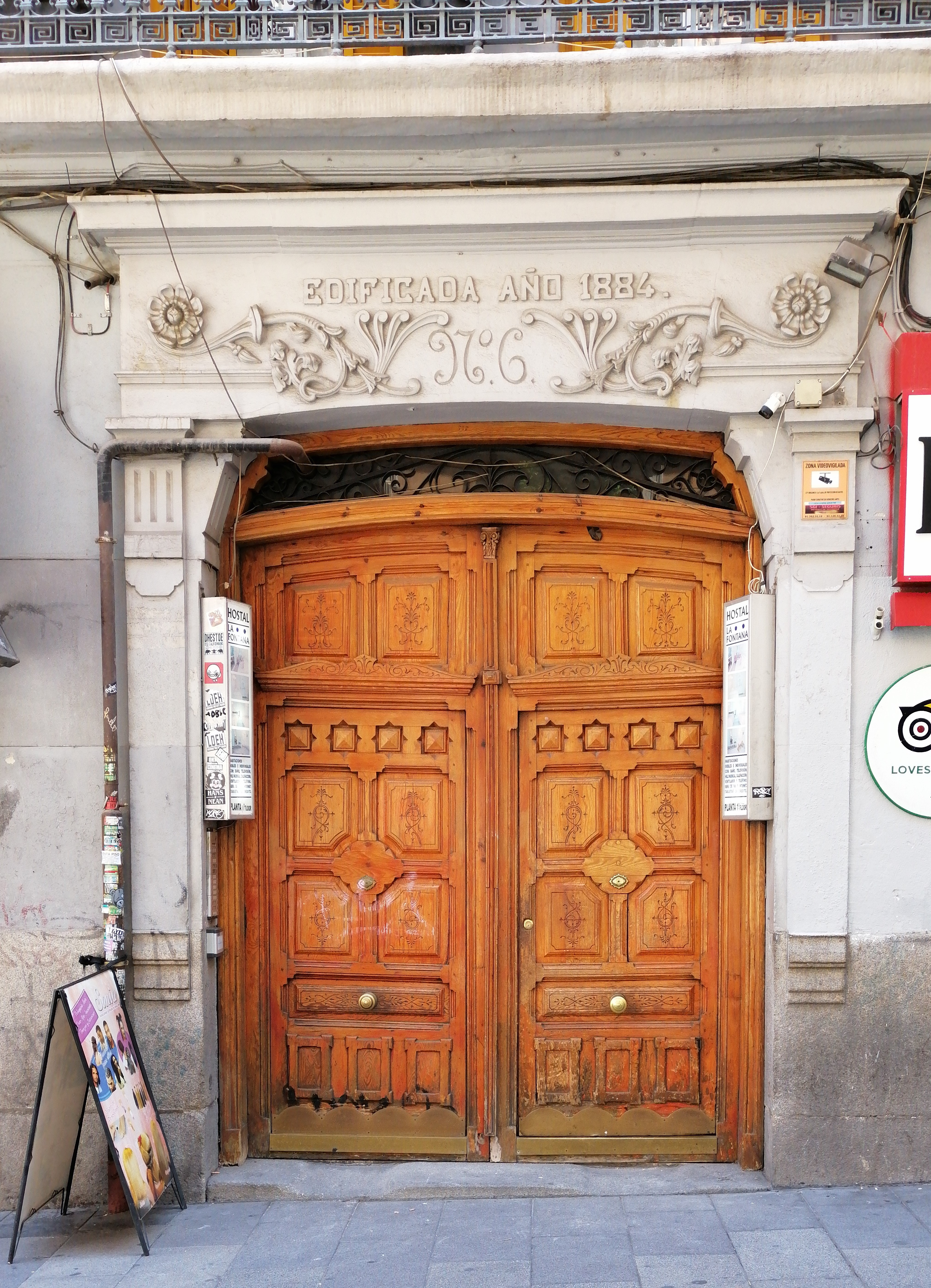
Calle de Valverde, número 6, de Madrid, donde Concepción López conservó el archivo Loty.

Concepción López y López, Concha López (Madrid, 1898-1981) fue editora gráfica y creadora de la firma fotográfica Colecciones Loty, junto con Charles Alberty, en el año 1925.
La casa Loty formó un archivo fotográfico de 12.000 negativos de vidrio con vistas de España y Portugal, de autoría de varios fotógrafos portugueses de la familia Passaporte, como Antonio Pasaporte y su padre José Pasaporte, entonces residentes en Madrid.
Numerosas vistas se comercializaron como tarjetas postales en papel fotográfico.

## Biografía
Desde comienzos de 1920, fue editora gráfica con oficina abierta en el nº 18 de la madrileña avenida Pi y Margall (segundo tramo de la Gran Vía). Era representante general para España de la empresa Imprimeries Reunies de Nancy (antiguos establecimientos Bergeret), con servicios de fototipia, fotocromía, impresión y distribución de tarjetas postales e imágenes fotográficas. Miembro desde 1925 de la sociedad El papel fotográfico industrial, creada en 1922 por el que fuera gerente y socio capitalista de la misma, Charles Alberty Jeanneret. En julio de ese año, la Sociedad incorpora una sección de trabajos fotográficos especiales, germen de Colecciones Loty, la firma fotográfica a cuyo frente estuvieron Concepción López y Charles Alberty.
En el Empadronamiento Municipal de diciembre de 1930, del Ayuntamiento de Madrid, en la calle Silva 39, tienda y entresuelo, consta una fábrica de teñir papel, y están inscritos Charles Alberty y Concepción López López, casados. Según ese padrón, la fecha de nacimiento de Concepción fue el 18 de diciembre de 1898.
Al iniciarse la Guerra civil española cesó la actividad de la casa Loty. Alberty partió a Francia y falleció en 1966. Después de la guerra Antonio Pasaporte continuó como fotógrafo en Portugal. 
Concepción López permaneció en Madrid, residiendo siempre en la calle Valverde número 6, donde se conservó el archivo fotográfico en el segundo piso. En el Padrón de 1940, consta que Carlos Alberty está ausente, y Concepción López declara que la industria está paralizada.